# 海上自衛隊生徒及び航空自衛隊生徒

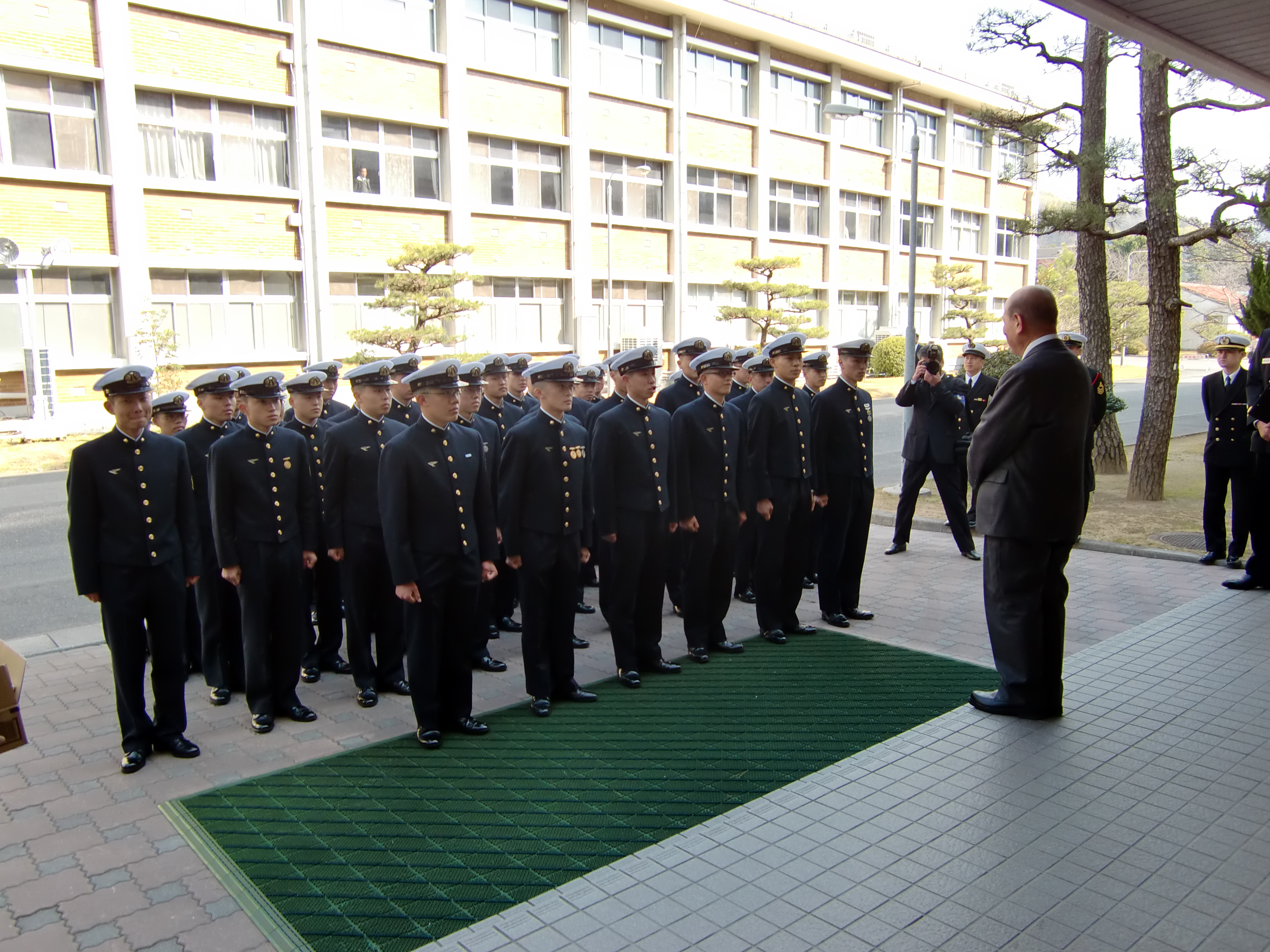
第53期海上自衛隊生徒（2011年3月27日）

海上自衛隊生徒（かいじょうじえいたいせいと）及び航空自衛隊生徒（こうくうじえいたいせいと、以下本項において海空生徒という。）とは、海上自衛隊、航空自衛隊において、専ら教育訓練のみを受ける曹予定者のこと（自衛隊法施行規則（昭和29年総理府令第40号）第24条第2項ただし書き参照）。若年時から教育を施して、技術部門における中堅となる曹を養成していた制度である。従来の海空生徒は3等海士及び3等空士の階級に指定され、学年とともに昇任していった。なお、海空生徒は平成19年4月入隊（平成18年度募集）の第53期生を最後に以後の採用を停止し、平成23年3月の3曹昇任（課程教育終了）に伴い関係部署を廃止した。

## 沿革
- 1955年（昭和30年）：舞鶴練習隊において第1期少年練習員（自衛隊生徒課程）教育開始[1]
- 2006年（平成18年）：第53期生の採用をもって爾後の募集を停止する。
- 2011年（平成23年）
  - 3月19日：航空教育隊生徒隊を廃止
  - 4月1日：海自第1術科学校生徒部を廃止

## 制度の特色

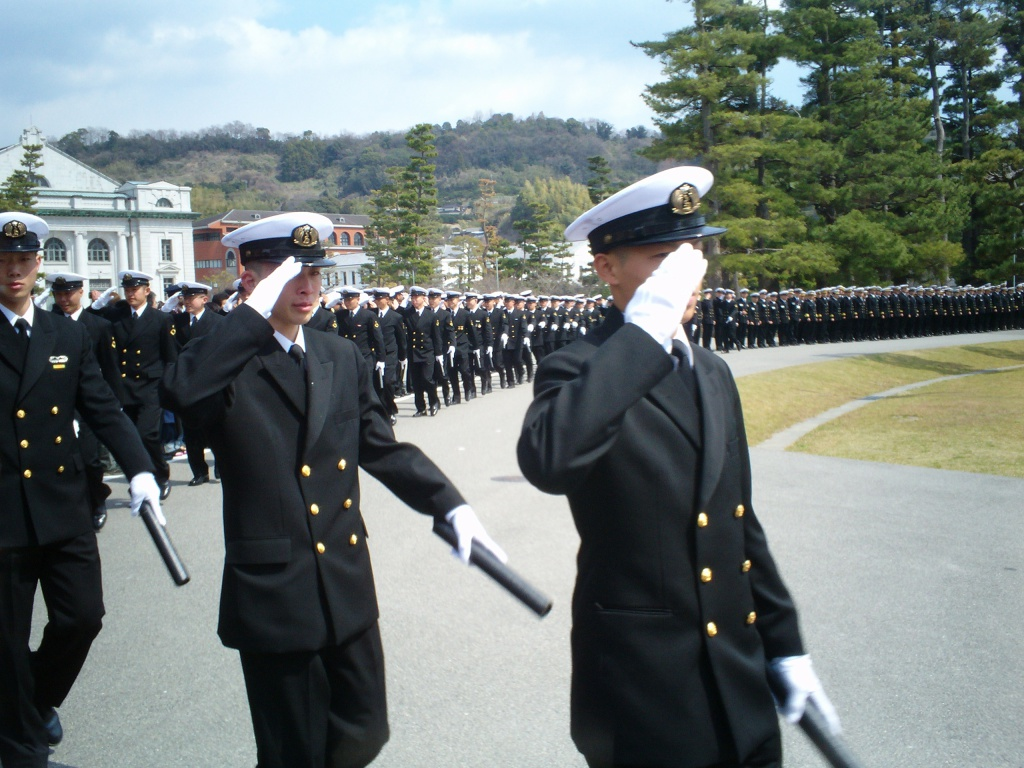
第1術科学校生徒部を卒業した海上自衛隊生徒は3等海曹に任ぜられる。

海空生徒は、中学校卒業者から採用される非任期制隊員で、3等海・空士に採用された（各期の採用定数は50名）。4年間の課程修了時に3等海・空曹に昇任するとともに、高等学校卒業資格を得る（後に全日制高等学校と同様3学年修了時となった）ことができ防衛大学校・航空学生への進学・転官も可能であった。なお、海空生徒は制度開始から募集を終了する2006年まで、男子のみを対象とした制度であった。
| 区分 | 任用権者   | 教育間の所属            | 提携校               | 卒後の補職                                                                        |
| 海自 | 地方総監   | 海上自衛隊第1術科学校付 | 広島県立西高等学校   | 通信、水測及び電子整備 51期生からは、射撃、射管、水測、通信、電測、電子整備、電機 |
| 空自 | 航空幕僚長 | 航空教育隊生徒隊        | 科学技術学園高等学校 | 通信、レーダー操作及び整備                                                        |

人事管理
- 採用時：3士（3等海士・3等空士）
- 1年6月：2士（2等海士・2等空士）
- 2年：1士（1等海士・1等空士）
- 3年：士長（海士長・空士長）
- 4年（修了時）：3曹（3等海曹・3等空曹）

生徒教育では技術部門での教育に力が入れられており、技術海曹・空曹や幹部として活躍する者が多い。
服制
- 曹候補者徽章（甲）を着用する。
- 海上自衛隊生徒：海上自衛隊航空学生と同じ海軍飛行予科練習生由来の『7つボタンの短ジャケット』を着用する。違いは胸の生徒識別章のみである。
- 航空自衛隊生徒：冬服上衣の肩章の縁、冬服上衣の袖について両そでの下部及び正帽の天井の周縁に各々銀色の線をつけていた。

3士制度
自衛隊法上は、3等海・空士の階級に任命される自衛官を海空生徒に限定はしておらず、同法第36条第1項は3等海・空士を含めて任期の定めを置いている。もっとも、3等海・空士の階級は海空生徒に採用された者の階級としてのみ運用されており、一般隊員として入隊した者には2等海・空士の階級が指定されている。また、自衛隊生徒の任用等に関する訓令第2条により、海空生徒については自衛隊法第36条第1項の適用が除外され、非任期制隊員となっていた。
自衛隊員の削減による人件費抑制策及び、少年兵にかかる国際条約との整合性を図るため、海上自衛隊生徒及び航空自衛隊生徒/3士制度は平成23年3月をもって廃止された。

## 関連法令
- 自衛隊法施行規則（昭和29年総理府令第40号） 第24条第2項ただし書き
- 自衛隊生徒の任用等に関する訓令（昭和30年防衛庁訓令第51号）

## 著名な出身者
- 水津正臣：弁護士（海上自衛隊生徒第6期）
- 武論尊（史村翔）：漫画原作者（航空自衛隊生徒第9期）
- 本宮ひろ志：漫画家（航空自衛隊生徒第9期中退）
- 小西誠：反戦自衛官（航空自衛隊生徒第10期）
- 木村清：実業家（すしざんまい社長）（航空自衛隊生徒第14期）
- 小原凡司：笹川平和財団上席フェロー（海上自衛隊生徒第24期）
- 原田哲郎：ドリームインキュベータ代表取締役CEO（海上自衛隊生徒第27期）
- 冨永晃道：ラジオDJ（海上自衛隊生徒35期）
- 原田幸哉：競艇選手（海上自衛隊生徒37期）